# Башминов, Александр Васильевич
Александр Васильевич Башминов (род. 7 мая 1978, Ибреси, Чувашская АССР, РСФСР, СССР) — российский баскетболист, играл на позиции центрового. В настоящее время является генеральным директором баскетбольного клуба «Парма».

## Клубная карьера
Александр Башминов — любимец пермских болельщиков, получивший от них прозвище «Башня». Сейчас Александр живёт с семьёй в Перми. Его до сих пор узнают на улицах и в магазинах, просят автографы и вместе фотографируются. Он никому не отказывает, за что пермяки его любят ещё больше. Имеет звание МС. В «Урал-Грейте» отыграл 7 сезонов.
С сентября 2012 года исполняет обязанности генерального директора БК «Парма» (Пермь).

## Достижения
ЦСКА
- Чемпион России: 1996/1997, 1997/1998, 2002/2003, 2003/2004.

«Урал-Грейт»
- Чемпион России: 2000/2001, 2001/2002.

«Спартак»
- Обладатель Кубка России 2010/2011.

## Статистика
| Сезон | Команда        | Лига           | GP | GS | MPG  | FG%  | 3P%  | FT%  | RPG | APG | SPG | BPG | PFL | TOV | PPG |
| --- | -------------- | -------------- | -- | -- | ---- | ---- | ---- | ---- | --- | --- | --- | --- | --- | --- | --- |
| 2001/02 | Урал-Грейт     | Евролига       | 8  | 2  | 15,4 | 46,3 | 40,0 | 68,8 | 4,3 | 0,3 | 0,4 | 1,1 | 2,4 | 0,9 | 7,9 |
| 2002/03 | ЦСКА           | Евролига       | 21 | 7  | 15,5 | 63,4 | 60,0 | 74,4 | 4,0 | 0,6 | 0,4 | 0,7 | 2,6 | 0,8 | 6,6 |
| 2003/04 | ЦСКА           | Евролига       | 10 | 0  | 9,8  | 57,7 | 0,0  | 50,0 | 3,1 | 0,3 | 0,3 | 1,0 | 1,2 | 0,1 | 3,5 |
| 2004/05 | ПАОК           | Кубок Европы   | 8  | 7  | 16,6 | 58,7 | -    | 64,3 | 4,6 | 0,5 | 0,5 | 0,1 | 2,6 | 1,1 | 9,0 |
| 2009/10 | Триумф         | Кубок Европы   | 2  | 0  | 9,9  | 66,7 | -    | 66,7 | 3,5 | 0,0 | 0,0 | 0,0 | 1,5 | 0,0 | 5,0 |
| Всего | Всего          | Всего          | 49 | 16 | 14,3 | 57,5 | 45,5 | 68,0 | 3,9 | 0,4 | 0,4 | 0,7 | 2,2 | 0,7 | 6,5 |
| В Евролиге | В Евролиге     | В Евролиге     | 39 | 9  | 14,0 | 56,8 | 45,5 | 69,6 | 3,8 | 0,5 | 0,4 | 0,8 | 2,2 | 0,6 | 6,1 |
| В Кубке Европы | В Кубке Европы | В Кубке Европы | 10 | 7  | 15,2 | 59,6 | -    | 64,5 | 4,4 | 0,4 | 0,4 | 0,1 | 2,4 | 0,9 | 8,2 |
| Наведите курсор мыши на аббревиатуры в заголовке таблицы, чтобы прочесть их расшифровку Статистика приведена с сайта basketball.realgm.com |                |                |    |    |      |      |      |      |     |     |     |     |     |     |     |